# رحلات سوليفان (فلم)
رحلات سوليفان (بالإنجليزية: Sullivan's Travels) فيلم دراما ومغامرات كوميدي أمريكي لعام 1941  من تأليف وإخراج بريستون ستورجس. قام بالبطولة جويل مكريا وفيرونيكا ليك، وتدور الأحداث حول مخرج كوميدي شهير في هوليوود يتوق إلى عمل دراما ذات صلة اجتماعيًا، وينطلق للعيش كمتشرد لاكتساب خبرة الحياة لفيلمه القادم، ويصادف ممثلة طموحة فقيرة وترافقه في رحلته. عنوان الفيلم يحاكي عنوان رواية «رحلات جليفر» الصادرة في عام 1726 للكاتب الساخر جوناثان سويفت حول رحلة أخرى لاكتشاف الذات.
حظي «رحلات سوليفان» باستقبال نقدي متباين  حيث وصفته صحيفة نيويورك تايمز بأنه «الفيلم الأكثر إشراقًا حتى الآن هذا العام»، وصنفته كواحد من أفضل عشرة أفلام لعام 1941. بينما قالت صحيفة هوليوود ريبورتر إنه يفتقر إلى «الجودة والإخلاص على أرض الواقع.»[بحاجة لمصدر] وبمرور الوقت، تحسنت سمعة الفيلم بشكل كبير. صنفه المؤرخ الإعلامي هال إريكسون على أنه «كلاسيكي» و«واحد من أفضل الأفلام التي تم إنتاجها على الإطلاق» و«تحفة فنية». في عام 1990، اختارته مكتبة الكونغرس للحفظ في السجل الوطني للأفلام بالولايات المتحدة باعتباره "مهمًا ثقافيًا أو تاريخيًا أو جماليًا."

## طاقم التمثيل
جويل ماكريا: في دور جون إل سوليفان
فيرونيكا ليك: في دور الفتاة
روبرت وارويك: في دور السيد ليبراند
وليام ديمارست: في دور السيد جوناس
فرانكلين بانجبورن: في دور السيد كاسالسيس
بورتر هول: في دور السيد هادريان
بايرون فولجر: في دور السيد جوني فالديل
مارجريت هايز: في دور سكرتيرة
جين باكنغهام: في دور السيدة سوليفان
روبرت جريج: في دور بوروز (كبير خدم سوليفان)
إريك بلور: في دور خادم سوليفان
توربين ماير: في دور الطبيب
جورج رينافينت: في دور متشرد عجوز
إيموري بارنيل: في دور ريل يارد بول 

## أحداث الفيلم
يحلم مخرج أفلام هوليوود جون إل سوليفان (جويل ماكريا) بصنع فيلم بعنوان «أيم آرت بالرغم من ذلك» الذي يعرض جانب من حياة وبؤس الفقراء، ويقنع مديري الاستوديو بالسماح له بالقيام بأبحاث عن طريق السفر عبر البلاد متنكرا في زي المتشرد. بينما يسير «سولي» على الطريق مرتديًا زيًا متشردًا استعاره من قسم أزياء الاستوديو، يتبعه «يخت أرضي» مجهز بالكامل مع طبيب ومصور ومراسل وسكرتير وسائق لرعاية كل احتياجاته. يرفض سولي وجود هذا الطاقم ويصر على السفر بمفرده وترتب للقاء اليخت البري في لاس فيجاس. يعمل سولي كعامل يدوي لأرملة، ولكنها كانت تطمع منه فيما هو أكثر من  تقطيع الأخشاب، ويتسلل من منزلها ليلاً ولكن الشاحنة التي يركبها تعيده إلى هوليوود. يشعر سولي بالإحباط من فشله، ويتجول ليلأً لشراء فنجان من القهوة مع آخر عشرة سنتات لديه. تشفق عليه الممثلة الشقراء الجميلة (فيرونيكا ليك) وتقدم له وجبة الإفطار. تكشف الفتاة تجربة سولي وتقرر أن تلبس ملابس صبي وتنضم إليه في تجربته. يعيش سولي والفتاة كمشردين يتجولون في مدن الصفيح، ويصطفون للحصول على الطعام في مطابخ الحساء، ويستمعون إلى خطب منتصف الليل من أجل تأمين الأسرة في المهمات. وفي مدينة كانساس، يعلن سولي اكتمال مهمته، لكن الفتاة تحزن على فكرة خسارته أمام هوليوود. يعترف لها أنه على الرغم من أنه يعتني بها، فإن زوجته الجشعة لن تحرره من زواج المصلحة، الذي رتبه مدير أعماله لخفض ضرائبه.
يرتدي متشرد حذاء سولي المسروق والذي يحتوي على هويته الوحيدة، ويتبعه ويسرقه، وبعد أن يفقد سولي وعيه، يسحبه المتشرد إلى سيارة شحن. يتعرض المتشرد لحادث قطار ويموت، ويستيقظ سولي في اليوم التالي في محطة قطار غير معروفة. يتم القبض على سولي بعد مشادة مع موظف في السكك الحديدية، ولأنه لا يستطيع تذكر هويته بسبب الضربة الشديدة على رأسه، يختار لنفسه اسم «ريتشارد رو» ويحُكم عليه بالعمل في معسكر الأشغال الشاقة، وبعد فترة يتذكر هويته. يصادق سولي رجل مسن يساعده في البقاء على قيد الحياة. يصادف سولي صعوبات كثيرة في السجن ويتم إنقاده عندما تشاهد «الفتاة» صورته المنشورة في الجريدة كمجرم، وتسارع بإبلاغ رؤساء الاستوديو. يلتقى سولي بأصدقائه وزملائه في العمل بعد إطلاق سراحه من معسكر العمل. يسعد سولي بسماع خبر زواج زوجته من مدير أعماله بعد اعتقادها بموته، ويسعد بأنه أصبح حراً ويمكنه الزواج من «الفتاة» كما أنه يتخلى عن فكرته في إخراج مأساة ويصمم على إنتاج فيلم يضحك الناس.

## إنتاج الفيلم
قامت شركة بارامونت بشراء نص قصة الفيلم من الكاتب والمخرج بريستون ستورجس بمبلغ 6000 دولار وقد كتب الفيلم ردًا على «الوعظ» الذي وجده في الكوميديات الأخرى والتي بدا أنه تخلت عن المتعة لصالح الرسالة.
كان رجال الرقابة لديهم اعتراضات على النص الذي تلقوه. لقد شعروا أن كلمة «مشرد -بوم- bum» سيتم رفضها من قبل الرقابة البريطانية، وحذروا من أنه لا ينبغي أن يكون هناك «اقتراح للعلاقة الجنسية الحميمة» بين سوليفان والفتاة في المشاهد التي ينامون فيها معًا في أثناء المهمة.
دخل الفيلم حيز الإنتاج في 12 مايو 1941 وانتهى في 22 يوليو. كان التصوير في كانوجا بارك وسان مارينو وكاستايك ومحطة لوكهيد الجوية. كانت الممثلة فيرونيكا ليك حاملاً في شهرها السادس في بداية الإنتاج، وهي حقيقة لم تفصح عنها للمخرج ستورجس حتى بدأ التصوير. غضب ستورجس وكان عليه أن يتقيد بعدم إظهار منطقة بطن «ليك» في التصوير واستشار الأطباء عن امكانها الاستمرار في التصوير حتى النهاية. عين ستورجس الممثلة شيريل ووكر لتكون بديلة في حالة عدم قدرة ليك على العمل، كما تم تكليف إديث هيد، أشهر مصمم أزياء في هوليوود، لإيجاد طرق لإخفاء حالة ليك. وبحسب ما ورد، كان عدد قليل من النجوم المشاركين يكره ليك. رفض بطل الفيلم جويل ماكريا العمل مع ليك مرة أخرى، ثم رفض معها دورًا رئيسيًا في فيلم «تزوجت ساحرة I Married a Witch»، بل أن الممثل الحائز على جائزة الأوسكار «فريديريك مارج» والذي قام بالتمثيل أمامها في «تزوجت ساحرة» لم يكن سعيداً بالعمل معها. ومع ذلك، فقد اشتهر ماكريا مع المخرج ستورجس وأهداه ساعة نقش عليها عبارة «لأفضل إخراج صادفته».

## استقبال الفيلم
لم يحصل فيلم "رحلات سوليفان" على النجاح الكبير في شباك التذاكر فور صدوره  كما حدث مع باقي أفلام المخرج ستورجس مثل فيلم "ماك جنتي العظيم" عام 1940 وفيلم "السيدة حواء" عام 1942. على الرغم من أن مقالة صحيفة نيويورك تايمز وصفت الفيلم بأنه "الفيلم الأكثر إشراقًا حتى الآن هذا العام" وأشادت بمزيج المخرج من متعة الهروب مع أهمية الرسالة الأساسية، إلا أن صحيفة هوليوود ريبورتر قالت إنه يفتقر إلى "الجودة والإخلاص الواقعي مما يجعل أفلام ستورجس الثلاث الأخرى من دواعي سروري أن أراها" وأن ستورجس فشل في تجسيد الرسالة التي كتبها ستورجس نفسه" فالضحك هو ما يريده المشاهد وليس الدراسات الإجتماعية.
ذكرت مراجعة المجلة الأسبوعية نيويوركر أن "أي شخص يمكن أن يرتكب خطأ، حتى بريستون ستورجس. الخطأ الطنان يسمى "رحلات سوليفان". ورشح المجلس الوطني للمراجعة الفيلم كأفضل فيلم لهذا العام.
بمرور الوقت، إزداد الإعجاب والتقدير للفيلم بشكل كبير، وأصبح الآن يعتبر من الكلاسيكيات؛ وصفه ناقد واحد على الأقل بأنه «تحفة ستورجس» و«أحد أفضل الأفلام من الأفلام التي تم إنتاجها على الإطلاق.»
منح موقع «الطماطم الفاسدة» الفيلم تقييماً مقداره 100% بناءاً على آراء 32 ناقداً سينمائياً.
قالت مجلة «ديابوليك Diabolique» في عام 2020 إن «الفتاة» (فيرونيكا ليك): «آسرة وساحرة ومثيرة للغاية، سواء كانت جالسًة في حضن ماكريا مرتديًة رداء الحمام وهو يمشط شعرها أو تمشي على طول الطريق مرتديًة معطف المشردين... وإن كانت غير رائعًة في كل مشاهدها ولكن ستورجس جعلها تخرج الأفضل، إنه أداء للأجيال.»

## التقديرات
اختارت مكتبة الكونغرس فيلم «رحلات سوليفان»، في عام 1990، للحفظ في السجل الوطني للسينما بالولايات المتحدة باعتباره «ذات أهمية ثقافية أو تاريخية أو جمالية». وفي عام 2007، صنفه المعهد الأمريكي للأفلام في المركز 61 على قائمة أعظم الأفلام الأمريكية في كل العصور. بالإضافة إلى ذلك، وصنفت، المجلة المتخصصة في الأفلام «بريميير Premiere»، ملصق الفيلم في المرتبة رقم 19 ضمن «أفضل 25 ملصق فيلم على الإطلاق». صنف عدد خاص من مجلة «ترينز Trains» عام 2010 فيلم «رحلات سوليفان» في المرتبة 25 بين أعظم 100 فيلم تتضمن قطارات.
قام معهد الفيلم الأمريكي (AFI) بوضع الفيلم ضمن قوائمه التالية:
قائمة «100 عام.. 100 ضحكة» عام 2000 في المركز 39.
قائمة «100 عام.. 100 هتاف» عام 2006 في المركز 25.
قائمة «100 عام.. 100 فيلم» نسخة الذكرى العاشرة في المركز 61.
صنفت نقابة الكتاب الأمريكيين سيناريو «رحلات سوليفان» باعتباره أعظم 29 سيناريو على الإطلاق، بالإضافة إلى أطرف 35 سيناريو.

## الجوائز والترشيحات
جوائز المجلس الوطني للمراجعة - الولايات المتحدة الأمريكية 1942: فاز بجائزة (NBR) لأفضل عشرة أفلام
المجلس الوطني لحفظ الأفلام - الولايات المتحدة الأمريكية 1990: تم حفظ الفيلم في السجل الوطني للسينما لمكتبة الكونجرس.

## وصلات خارجية
https://www.imdb.com/title/tt0034240/ رحلات سوليفان (فيلم)
https://letterboxd.com/film/sullivans-travels/ رحلات سوليفان (فيلم)
https://www.filmaffinity.com/en/film502708.html رحلات سوليفان (فيلم)
https://catalog.afi.com/Catalog/moviedetails/27051 رحلات سوليفان (فيلم)
https://www.rottentomatoes.com/m/sullivans_travels رحلات سوليفان (فيلم)
https://www.allmovie.com/movie/sullivans-travels-v47601 رحلات سوليفان (فيلم)
https://www.tcm.com/tcmdb/title/91851/sullivans-travels/#overview رحلات سوليفان (فيلم)
https://www.criterion.com/current/posts/3541-sullivan-s-travels-self-portrait-in-a-fun-house-mirror رحلات سوليفان (فيلم)
https://www.nytimes.com/1942/01/29/archives/comic-tour-in-sullivans-travels-on-the-paramounts-screen-a-yank-on.html رحلات سوليفان (فيلم)